# Titanio heliothalis
Titanio heliothalis là một loài bướm đêm trong họ Crambidae.